# 貝爾瓦爾德湖

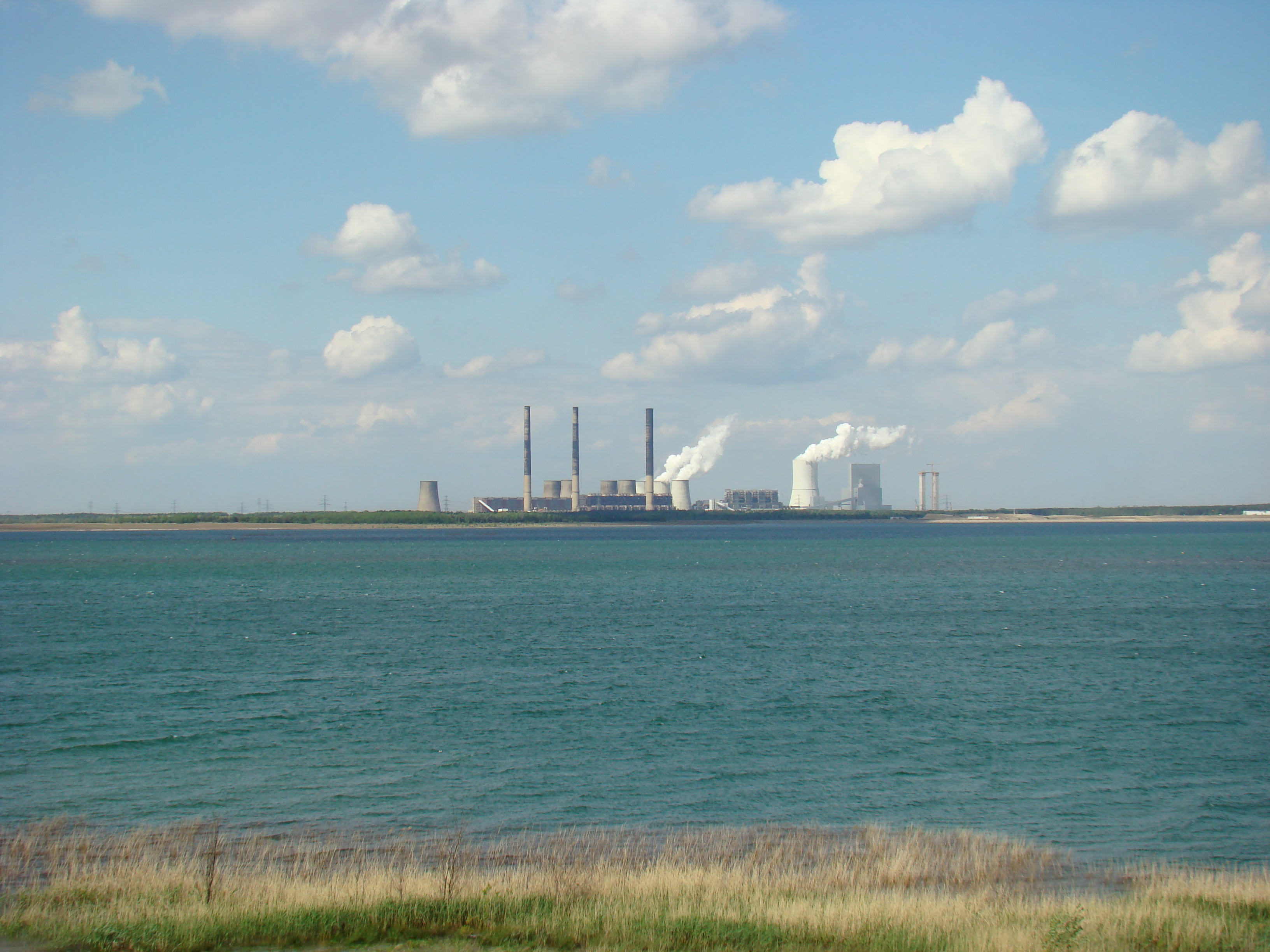

51°22′N 14°32′E / 51.367°N 14.533°E
貝爾瓦爾德湖（德語：Bärwalder See），是德國的湖泊，位於該國東部，由薩克森自由州負責管轄，面積12.99平方公里，海拔高度125米，最大水深58米，湖岸線長度20.6公里。